# 怀恩
怀恩（？—1488年），明朝宦官，山东高密人。懷恩本為知府戴希文之後，明宣宗殺懷恩之族人諫官戴綸，連坐累及懷恩。明憲宗成化年間掌管司禮監，被西廠頭目汪直忌憚。明憲宗末年想改立太子，懷恩据理力争，甚至以首承硯，被斥居鳳陽。明孝宗即位後把他召回，还是命他掌管司禮監，他勸孝宗貶斥奸邪，起用正直之士。某次諫官上書，稱宦官為“刑餘之人”，覃昌大怒，懷恩曲解之使釋。最後死在南京。

## 生平
宣德年间，因家族受株连，被阉割入宫。
成化三年(1467年)，参与清理京营宿弊。
成化四年(1468年)，参与商议军事。
成化十二年(1476年)，京师天变惊扰，护持皇帝。
成化十四年(1478年)，参与敉平辽东巡抚陈钺掩杀冒功事件。
成化十七年(1481年)，奉旨参与三法司录囚。
成化末年，被贬谪凤阳孝陵司香。
弘治元年（1488年），召回，任司礼监掌印太监，不久去世。

## 亲属
- 戴希文（父）—太仆卿
- 戴纶（族兄）—兵部侍郎

| 前任： 尚銘            | 司礼监掌印太监 1477年—1485年 | 繼任： 覃昌 (明朝宦官) |
| 前任： 覃昌 (明朝宦官) | 司礼监掌印太监 1487年—1488年 | 繼任： 韦泰            |

## 延伸阅读
[在维基数据编辑]
 《明史卷三百〇四》，出自《明史》